# Canal de Luzerte
Der Canal de Luzerte ist ein künstlich angelegtes Fließgewässer im Südwesten von Frankreich, das im Département Hautes-Pyrénées der Region Okzitanien nördlich der Stadt Tarbes verläuft.

## Geografie

### Verlauf
Der Canal de Luzerte zweigt im Gemeindegebiet von Siarrouy vom Fluss Échez ab, entwässert generell Richtung Norden durch die historische Provinz Bigorre und mündet nach rund zehn Kilometern im Gemeindegebiet von Caixon als rechter Nebenfluss in die Lis. Der Kanal wurde zur landwirtschaftlichen Be- und Entwässerung sowie zum Betrieb von Wassermühlen errichtet und ist nicht schiffbar.

### Durchquerte Gemeinden
(Reihenfolge in Fließrichtung)
- Siarrouy
- Talazac
- Saint-Lézer
- Vic-en-Bigorre
- Caixon